# ミゲル・デ・セルバンテス
ミゲル・デ・セルバンテス・サアベドラ（Miguel de Cervantes Saavedra, 1547年9月29日 アルカラ・デ・エナーレス  - 1616年4月23日、マドリード）は、近世スペインの小説家で、『ドン・キホーテ・デ・ラ・マンチャ』(Don Quijote de la Mancha)の著者として著名。

## 生涯
1547年9月29日にイダルゴ（下級貴族）の家の次男としてマドリード近郊のアルカラ・デ・エナーレスで生まれた。父は外科医であり、祖先を1492年以前にさかのぼるとユダヤ人だったとして、セルバンテスはコンベルソ（カトリックに改宗したユダヤ教徒）もしくは新キリスト教徒ではないかという研究者もある。これに関しては諸説あり、新キリスト教徒の歴史研究者はアメリコ・カストロをはじめセルバンテスの母がコンベルソだったとしているが状況証拠に依る説であること、コンベルソであったならセルバンテスの人生にまつわるいくつかの疑問を説明できることが指摘され、あるいは文学界にこの説を強くおすアントニー・カスカルディ（比較文学論）やアイゼンバーグがある。ところがクラウディオ・サンチェス‐アルボルノスなどはまったく受け入れていない。
少年時代から、道に落ちている紙切れでも字が書かれていれば手にとって読むほどの読書好きであったが、父の仕事がうまくいかず、バリャドリード、コルドバ、セビーリャと各地を転々とする生活であったので、教育をまともに受けられなかった。だが1564年ごろ、マドリードに転居したセルバンテスはルネサンスの人文学者ロペス・デ・オヨスに師事する。オヨスは1568年に出版された詩文集にてセルバンテスを「わが秘蔵の弟子」と呼び、高く評価した。1569年に教皇庁の特使であったアックアヴィーヴァ枢機卿の従者としてローマに渡り、ナポリでスペイン海軍に入隊するまでの生い立ちについては、あまり解明されていない。この時期に、セルバンテスが決闘相手に傷を負わせた罪を告発する文書が残っているが、同名の別人かどうかは定かではない。
スペイン最盛期の象徴であるレパントの海戦（1571年）において被弾し、左腕の自由を失った後も4年間従軍を続け、チュニスへの侵攻にも参加した。そして本国へと帰還する途中、バルバリア海賊に襲われ捕虜となる。このとき仕官のための推薦状を持っていたことが仇になり、とても払えない巨額の身代金を課され、アルジェで5年間の虜囚生活を送る。この間、捕虜を扇動して4回も脱出を企てるがことごとく失敗。このとき処刑されなかった理由は、推薦状により大物と見られていたためと思われるが、定かではない。三位一体修道会（キリスト教の慈善団体）によって身請けされ本国に戻ったが、仕官を願うも叶わず、1585年に最初の作品牧人小説『ラ・ガラテーア』を出版するが、あまり評価されなかった。
1585年に父親ロドリーゴが亡くなると、セルバンテスの家庭は本人・姉・妹・姪・妻・娘（私生児）の六人家族となり、稼ぎ手の少ない家計は逼迫した。無敵艦隊の食料調達係の職を得てスペイン各地を歩き回って食料を徴発するが、教会から強引に徴発したかどで投獄され、さらに翌年アルマダの海戦で無敵艦隊が撃破されたため職を失う。
その後なんとか徴税吏の仕事に就くが、税金を預けておいた銀行が破産、併せて負債として30倍の追徴金を背負わされ、未納金につき1597年に投獄される。そのセビーリャ監獄の中には、ピカレスク小説『グスマン・デ・アルファラーチェ』（1559年）の作者マテオ・アレマンもいたという。『ドン・キホーテ』の序文でも、牢獄において構想したことをほのめかしている。
そして1605年、マドリードにて『ドン・キホーテ・デ・ラ・マンチャ』が出版された。『ドン・キホーテ』は出版されるやいなやたちまち大評判となり、同年中に6版が重ねられた。『ドン・キホーテ』の成功にもかかわらず、版権を安く売り渡していたため、生活面での向上は得られなかったが、その後も創作活動は展開され、有名なものに『模範小説集』（1613年）、『ドン・キホーテ 後編』（1615年）、遺作『ペルシーレスとシヒスムンダの苦難』（1617年）などを世に送り出した。1616年、69歳でその波瀾に満ちた人生を終えた。息を引き取った最後の借家はマドリード中心部の2つの通りが交わる地点にあり、片方の通りの名は彼の名を取りセルバンテス通りと名付けられている。
イギリスのシェークスピアと死亡した日が同じであるとされることが多いが、当時はヨーロッパ大陸とブリテン島とで異なる暦を使用しており、実際には同じ日ではない。これは、1582年にローマ教皇がユリウス暦からグレゴリウス暦へ暦の変更を決定し、大陸のカトリックやプロテスタントの国々が順次変えていったのに対し、当時のイギリスは、カトリック教会の権威が及ばないイギリス国教会が優勢だったために新しいグレゴリウス暦を受け入れることが遅れたからである。

## 影響
世界的に名声を得たスペイン語圏による最初の文学者であり、現代に至るまで多大な影響を与えた。同時代人のシェイクスピアは『ドン・キホーテ』を読んでいたと言われる。チャールズ・ディケンズ、ギュスターヴ・フローベール、ハーマン・メルヴィル、フョードル・ドストエフスキー、ジェームズ・ジョイス、ホルヘ・ルイス・ボルヘスらは、影響を受けた作家たちのほんの一部である。

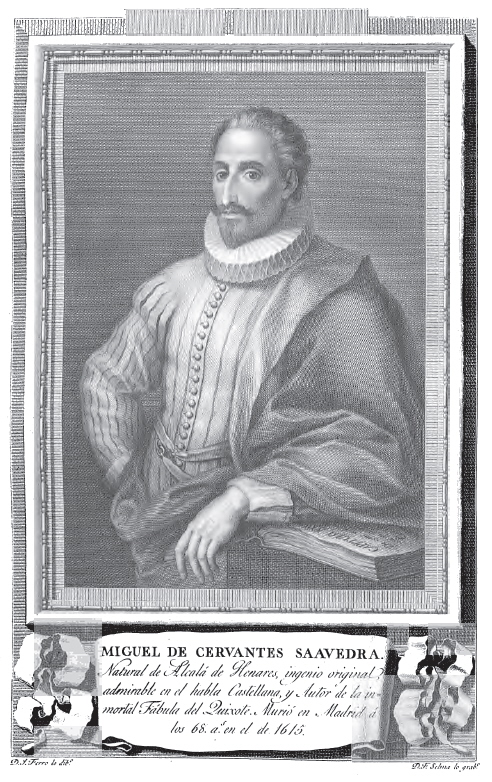
ミゲル・デ・セルバンテス (著名なスペイン人の肖像画集, 1791)。

スペインを代表する大文化人であり、スペインに関係する多くの文学賞や施設などに彼の名が冠されている。1976年にはスペイン教育文化スポーツ省が、スペイン語文学に貢献してきた作家の業績に対して送るセルバンテス賞が創設され、スペイン語圏内における最高の文学賞とされている。また1991年にはスペイン語の教育及びスペイン文化の普及を目的としたセルバンテス文化センターが設立され、20カ国以上に支部を置いている。また、ユーロ硬貨のうち10、20、50セント硬貨のスペイン国内発行分の片面にはセルバンテスの肖像が刻印されている。生地であるアルカラ・デ・エナーレスには生家が保存されており、町の中央広場も彼の名を取りセルバンテス広場と改称されている。

## 作品
- 『ドン・キホーテ』前編 (El ingenioso hidalgo Don Quijote de La Mancha、1605年)
- 『ドン・キホーテ』後編 (Segunda parte del ingenioso caballero Don Quijote de La Mancha、1615年)
- 『模範小説集』(Novelas Ejemplares 、1613年)
- 『ペルシーレスとシヒスムンダ』(Persiles y Sigismunda、1615年頃)

## 作品の日本語訳
- 『ドン・キホーテ』。近年刊の完訳のみ
  - 牛島信明訳、岩波書店 全2巻／岩波文庫＋ワイド版（各・全6巻）
  - 荻内勝之訳、新潮社 全4巻組
  - 岩根圀和訳、彩流社 全2巻
  - 水声社「全集」は下記
- 『セルバンテス短篇集』 牛島信明編訳、岩波文庫＋ワイド版。以下の全4編を収録
  - 「やきもちやきのエストレマドゥーラ人」、「愚かな物好きの話」、「ガラスの学士」、「麗しき皿洗い娘」
- 『模範小説集』 牛島信明訳、国書刊行会〈スペイン中世・黄金世紀文学選集5〉、1993年。中短篇作品全8作（完訳版）
- 『セルバンテス模範小説集』 樋口正義訳・解説、行路社、2012年。以下の中短編4作品を収録
  - 「コルネリア夫人」、「二人の乙女」、「イギリスのスペイン娘」、「寛大な恋人」
- 『スペイン黄金世紀演劇集』 牛島信明編訳、名古屋大学出版会、2003年。戯曲『ヌマンシアの包囲』と詳細な解説
- 『ラ・ガラテア パルナソ山への旅』 本田誠二訳・解説、行路社〈イスパニア叢書〉、1999年
  - 処女作「ラ・ガラテア」、晩年の自伝的長詩「パルナソ山への旅」の初訳
- 『ペルシーレスとシヒスムンダの苦難』 荻内勝之訳、国書刊行会〈世界幻想文学大系（16）、A・B〉
  - 改題 『ペルシーレス』 ちくま文庫（上・下）、1994年
- 『セルバンテス全集』 水声社（全7巻）、2017年-2018年。責任編集・鼓直
  - 第1巻 「ガラテーア」、本田誠二訳（改訳版）
  - 第2･3巻 「ドン・キホーテ 前・後篇」、岡村一訳、本田誠二注・解説
  - 第4巻 「模範小説集」、樋口正義・斎藤文子・井尻直志・鈴木正士訳
  - 第5巻 「戯曲集」、田尻陽一・樋口正義ほか全8名・訳 （全18篇）
  - 第6巻 「パルナソ山への旅および詩作品」、本田誠二訳（改訳版）
  - 第7巻 「ペルシーレスとシヒスムンダの冒険」、荻内勝之訳（改訳版）
- 『ポケットマスターピース13 セルバンテス』 集英社文庫ヘリテージシリーズ、2016年
野谷文昭編訳ほか。ドン・キホーテ（抜粋訳）＋短編3作

## 伝記ほか
- ジャン・カナヴァジオ『セルバンテス』円子千代訳、叢書・ウニベルシタス 法政大学出版局、2000年
- アメリコ・カストロ『セルバンテスの思想』本田誠二訳、叢書・ウニベルシタス 法政大学出版局、2004年
- 本田誠二『セルバンテスの芸術』水声社、2005年
- スティーヴン・マーロウ『ドン・キホーテのごとく―セルバンテス自叙伝』増田義郎訳、文藝春秋（上・下）, 1996年。小説